# Roger Gould
Pour les articles homonymes, voir Gould.
 Roger George Gould, né le 4 avril 1957  à Brisbane, est un ancien joueur australien de rugby à XV, qui jouait avec l'équipe d'Australie et les ACT Brumbies au poste d’arrière. 

## Carrière
Il a effectué son premier test match le 21 juin 1980 contre l'équipe de Nouvelle-Zélande et son dernier test match fut le 23 mai 1987  contre l'équipe d'Angleterre.
Il a fait partie d’une fameuse équipe d'Australie qui fut invaincue contre les équipes britanniques pendant sa tournée de 1984.

## Palmarès
- Nombre de matchs avec l'Australie : 25
- Sélections par année: 3 en 1980, 3 en 1981, 4 en 1982, 4 en 1983, 7 en 1984, 1 en 1985, 1 en 1986, 2 en 1987